# Templo de la literatura

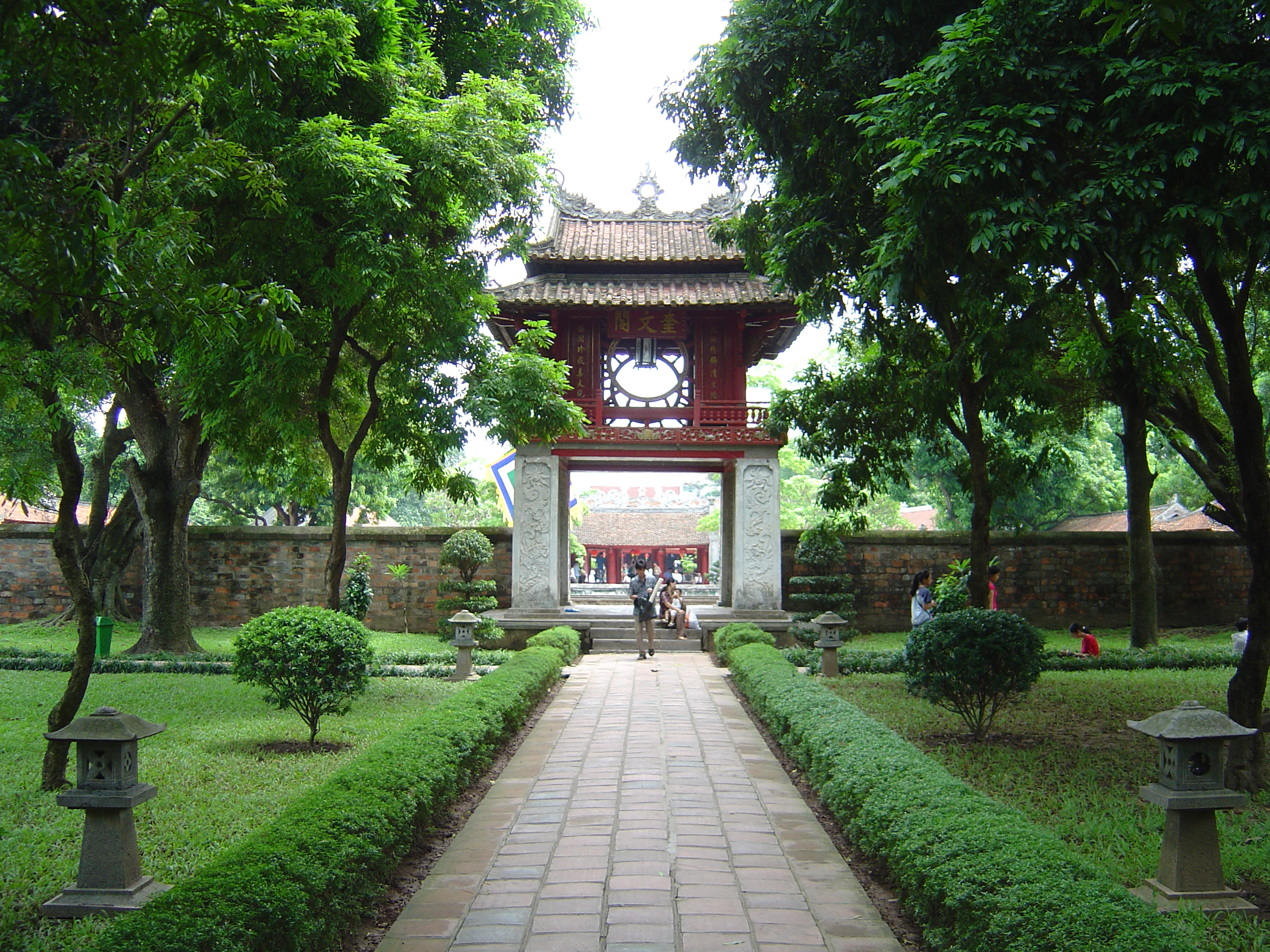
Entrada principal al templo.

El Templo de la Literatura (Văn Miếu, 文廟) es un templo dedicado a Confucio en Hanoi, Vietnam. Aunque existen varios Văn Miếu por todo Vietnam, el más famoso está situado en la ciudad de Hanói, que sirvió también como la primera universidad de Vietnam. Fue construido en el año 1070 por el entonces rey Lý Thánh Tông. Se ha utilizado como reverso del billete de cien mil dong vietnamitas.

## Sources
- Wikimedia Commons alberga una galería multimedia sobre Templo de la literatura.

- Datos: Q1202019
- Multimedia: Temple of Literature, Hanoi / Q1202019